# Campeonato Descentralizado 2006
El Campeonato Descentralizado 2006, la máxima categoría del fútbol peruano, tuvo como participantes a 12 equipos. Se inició el 3 de febrero y finalizó el 27 de diciembre. Otorgó 3 cupos para la Copa Libertadores 2007 y 2 para la Copa Sudamericana 2007. Se jugó en dos torneos, Apertura y Clausura, de dos ruedas cada uno, en la modalidad de "todos contra todos".
Alianza Lima se coronó campeón del Apertura, mientras que Cienciano hizo lo propio en el Clausura. Ambos equipo se enfrentaron a fin de año para definir al Campeón Nacional, resultando ganador el equipo aliancista, que de esta manera sumó su vigésimo segundo título.
Los dos peores equipos de la temporada, Unión Huaral y José Gálvez, descendieron a la Segunda División. Este último tuvo que enfrentarse en un partido extra al Sport Boys, ya que ambos finalizaron con igual cantidad de puntos en la penúltima ubicación. El equipo rosado ganó por penales, mandando al conjunto chimbotano a la Segunda División.

## Ascensos y descensos
Hubo 2 Descensos en la Temporada 2005 y 1 Ascenso (1 Campeón de Copa Perú) en esta Temporada.
Por lo que se Disminuyen de 13 a 12 equipos para este 2006.
| Posición    | Descendidos a la Copa Perú y Segunda División 2006 |
| ----------- | --- |
| 12° 1D 2005 | Universidad César Vallejo (Segunda División 2006) (D) |
| 13° 1D 2005 | Atlético Universidad (Segunda División 2006, pero vendió su categoría a Alfonso Ugarte de Puno y se retira del fútbol a inicios de 2006 hasta 2013 que fue refundado Copa Perú 2013) (D) |

| Posición         | Ascendidos de la Copa Perú 2005                 |
| ---------------- | ----------------------------------------------- |
| 1º Final CP 2005 | José Gálvez FBC (Copa Perú 2005 Final) Asciende |

## Torneo Apertura
El Torneo Apertura fue el primer torneo de la temporada 2006 del Campeonato Descentralizado de fútbol. Se inició el viernes 3 de febrero y finalizó el domingo 25 de junio. Se jugó con la modalidad "todos contra todos" en dos ruedas, resultando campeón Alianza Lima, equipo que, además, obtuvo un cupo para la Copa Libertadores del siguiente año.
| Pos. | Equipo            | Pts. | PJ | PG | PE | PP | GF | GC | DG  |
| ---- | ----------------- | ---- | -- | -- | -- | -- | -- | -- | --- |
| 1    | Alianza Lima      | 46   | 22 | 13 | 7  | 2  | 33 | 13 | +20 |
| 2    | Sporting Cristal  | 45   | 22 | 13 | 6  | 3  | 37 | 17 | +20 |
| 3    | Coronel Bolognesi | 34   | 22 | 9  | 7  | 6  | 32 | 24 | +8  |
| 4    | Cienciano         | 33   | 22 | 9  | 6  | 7  | 26 | 17 | +9  |
| 5    | U. San Martín     | 33   | 22 | 9  | 6  | 7  | 30 | 30 | 0   |
| 6    | Universitario     | 31   | 22 | 8  | 7  | 7  | 30 | 22 | 8   |
| 7    | Alianza Atlético  | 29   | 22 | 8  | 5  | 9  | 26 | 35 | -9  |
| 8    | Sport Áncash      | 25   | 22 | 6  | 7  | 9  | 24 | 31 | -7  |
| 9    | Unión Huaral      | 24   | 22 | 6  | 6  | 10 | 20 | 30 | -10 |
| 10   | José Gálvez       | 22   | 22 | 6  | 4  | 12 | 20 | 30 | -10 |
| 11   | FBC Melgar        | 22   | 22 | 5  | 7  | 10 | 20 | 32 | -12 |
| 12   | Sport Boys        | 15   | 22 | 3  | 6  | 13 | 17 | 34 | -17 |

|  |                                          |
|  | Clasificado a la Copa Libertadores 2007. |

|                         |
| Campeón Torneo Apertura |
| Alianza Lima            |

### Resultados
Las filas corresponden a los encuentros de local de cada uno de los equipos, mientras que las columnas corresponden a los encuentros de visitante. Los resultados en color azul corresponden a victoria del equipo local, rojo a victoria visitante y blanco a empate.
|                  | AAS | AL  | BOL | CIE | JG  | MEL | ANC | SBA | SC  | UH  | USM | U   |
| ---------------- | --- | --- | --- | --- | --- | --- | --- | --- | --- | --- | --- | --- |
| Alianza Atlético |     | 0-3 | 1-3 | 3-1 | 0-0 | 3-1 | 2-2 | 2-0 | 1-4 | 3-2 | 2-1 | 0-0 |
| Alianza Lima     | 2-0 |     | 2-2 | 1-0 | 2-0 | 4-1 | 2-0 | 1-0 | 1-0 | 2-0 | 2-0 | 1-1 |
| Bolognesi        | 2-0 | 1-2 |     | 4-2 | 1-0 | 3-0 | 1-1 | 3-0 | 0-1 | 1-0 | 2-2 | 1-0 |
| Cienciano        | 3-0 | 0-0 | 3-1 |     | 3-0 | 1-1 | 1-0 | 3-0 | 2-0 | 0-0 | 1-2 | 0-1 |
| José Gálvez      | 2-2 | 0-2 | 1-0 | 1-2 |     | 2-0 | 3-0 | 1-0 | 1-2 | 0-3 | 2-4 | 1-1 |
| Melgar           | 3-1 | 2-1 | 0-0 | 0-0 | 2-0 |     | 2-4 | 1-2 | 0-0 | 3-1 | 1-2 | 0-2 |
| Sport Ancash     | 0-2 | 1-1 | 1-2 | 0-1 | 3-1 | 0-0 |     | 3-2 | 1-0 | 0-0 | 1-0 | 2-1 |
| Sport Boys       | 2-1 | 1-1 | 0-0 | 0-2 | 0-1 | 0-0 | 1-1 |     | 1-1 | 2-3 | 1-1 | 1-2 |
| Sporting Cristal | 3-0 | 2-0 | 3-1 | 1-1 | 2-1 | 3-0 | 2-0 | 2-0 |     | 1-1 | 1-0 | 3-1 |
| Unión Huaral     | 0-1 | 0-1 | 2-2 | 1-0 | 0-0 | 1-1 | 2-1 | 0-3 | 0-1 |     | 3-2 | 1-0 |
| U. San Martín    | 0-1 | 1-1 | 2-1 | 0-0 | 0-3 | 1-0 | 3-3 | 2-1 | 2-2 | 1-0 |     | 1-0 |
| Universitario    | 1-1 | 1-1 | 1-1 | 1-0 | 1-0 | 1-2 | 2-0 | 3-0 | 3-3 | 5-0 | 2-3 |     |

## Torneo Clausura
El Torneo Clausura fue el segundo torneo de la temporada 2006 del Campeonato Descentralizado de fútbol. Al igual que el Apertura, se jugó con la modalidad "todos contra todos" en dos ruedas. Se inició el sábado 15 de julio y finalizó el miércoles 20 de diciembre con el play-off que disputaron Cienciano y Universitario, equipos que terminaron igualados en el primer puesto. El encuentro lo ganó el equipo cusqueño, que de esta forma obtuvo un cupo para la Copa Libertadores 2007 y el derecho a enfrentar al campeón del Apertura por el Título Nacional.
| Pos. | Equipo            | Pts. | PJ | G  | E | P  | GF | GC | DG  |
| ---- | ----------------- | ---- | -- | -- | - | -- | -- | -- | --- |
| 1    | Universitario     | 41   | 22 | 12 | 5 | 5  | 34 | 24 | +10 |
| 2    | Cienciano         | 41   | 22 | 13 | 2 | 7  | 40 | 31 | +9  |
| 3    | Coronel Bolognesi | 39   | 22 | 12 | 3 | 7  | 32 | 20 | +12 |
| 4    | Alianza Lima      | 38   | 22 | 11 | 5 | 6  | 27 | 17 | +10 |
| 5    | U. San Martín     | 34   | 22 | 10 | 4 | 8  | 24 | 21 | +4  |
| 6    | Sporting Cristal  | 31   | 22 | 9  | 4 | 9  | 24 | 15 | +9  |
| 7    | FBC Melgar        | 31   | 22 | 8  | 7 | 7  | 23 | 22 | +1  |
| 8    | Sport Boys        | 31   | 22 | 9  | 4 | 9  | 26 | 28 | -2  |
| 9    | José Gálvez       | 24   | 22 | 6  | 6 | 10 | 20 | 30 | -10 |
| 10   | Sport Áncash      | 23   | 22 | 6  | 5 | 11 | 26 | 39 | -13 |
| 11   | Alianza Atlético  | 21   | 22 | 5  | 6 | 11 | 29 | 40 | -11 |
| 12   | Unión Huaral (*)  | 15   | 22 | 4  | 3 | 15 | 15 | 38 | -23 |

|  |                                          |
|  | Clasificado a la Copa Libertadores 2007. |

- (*) Por la 7ª fecha, Unión Huaral, que debía ser local frente a la Universidad San Martín, perdió el partido porque no pudo presentarse a jugar; esto a causa de que fue suspendido por la FPF por mantener una deuda hacia la asociación de árbitros. Dado el walkover de su rival, la San Martín se adjudicó una victoria por 0-2. Posteriormente, el equipo huaralino canceló la deuda y pudo seguir jugando de forma normal.[1][2][3]

### Definición del Torneo Clausura
| 20 de diciembre del 2006, 19:00 | Universitario de Deportes | 1:2 (0:0) | Cienciano                                 | Estadio Mansiche, Trujillo                                        |                                                                   |
|                                 | Piero Alva 77' (pen.)     |           | Edison Chará 71' · Juan Carlos Mariño 89' | Asistencia: 19.000 espectadores Árbitro(s): Héctor Pacheco (Perú) | Asistencia: 19.000 espectadores Árbitro(s): Héctor Pacheco (Perú) |

|                         |
| Campeón Torneo Clausura |
| Cienciano               |

### Resultados
|                  | AAS | AL  | BOL | CIE | JG  | MEL | ANC | SBA | SC  | UH  | USM   | U   |
| ---------------- | --- | --- | --- | --- | --- | --- | --- | --- | --- | --- | ----- | --- |
| Alianza Atlético |     | 1-1 | 4-2 | 4-1 | 3-3 | 0-0 | 4-2 | 2-2 | 0-0 | 2-0 | 2-3   | 0-0 |
| Alianza Lima     | 3-0 |     | 0-0 | 1-2 | 1-0 | 1-0 | 3-0 | 1-2 | 0-0 | 2-1 | 3-1   | 1-0 |
| Bolognesi        | 1-0 | 1-1 |     | 1-2 | 2-1 | 2-0 | 3-0 | 3-0 | 0-1 | 1-0 | 1-2   | 4-1 |
| Cienciano        | 4-1 | 2-1 | 3-1 |     | 1-0 | 2-0 | 1-3 | 1-0 | 2-1 | 5-1 | 0-1   | 3-3 |
| José Gálvez      | 4-0 | 0-0 | 0-3 | 1-2 |     | 0-0 | 4-3 | 3-0 | 1-0 | 2-1 | 0-0   | 1-3 |
| Melgar           | 2-1 | 3-2 | 1-0 | 1-2 | 2-0 |     | 1-1 | 4-1 | 2-1 | 2-1 | 2-0   | 1-1 |
| Sport Ancash     | 1-0 | 1-0 | 0-1 | 1-3 | 1-1 | 1-1 |     | 1-0 | 1-1 | 2-0 | 1-1   | 3-0 |
| Sport Boys       | 2-0 | 0-1 | 0-2 | 2-1 | 1-1 | 2-0 | 3-2 |     | 0-1 | 4-1 | 0-0   | 0-0 |
| Sporting Cristal | 3-1 | 0-1 | 1-2 | 1-0 | 3-0 | 2-0 | 3-0 | 0-1 |     | 4-0 | 0-2   | 0-1 |
| Unión Huaral     | 1-2 | 0-1 | 0-0 | 1-1 | 2-1 | 0-0 | 3-1 | 1-2 | 1-0 |     | 0-2 * | 0-1 |
| U. San Martín    | 2-1 | 0-1 | 2-0 | 4-1 | 0-1 | 0-0 | 2-0 | 2-1 | 0-2 | 0-1 |       | 0-1 |
| Universitario    | 3-1 | 3-2 | 1-2 | 2-1 | 1-0 | 2-1 | 4-1 | 1-3 | 0-0 | 3-0 | 3-0   |     |

## Tabla acumulada
Muestra los puntos que obtuvo cada equipo a lo largo de la temporada (Apertura + Clausura). Sirve para determinar el descenso a Segunda División y la clasificación a torneos internacionales. Respecto a esto último, el equipo con mayor puntaje (sin contar a los campeones de cada torneo) obtiene un cupo para la Libertadores, mientras que los dos siguientes obtienen uno para la Sudamericana.
| Pos. | Equipo            | Pts. | PJ | PG | PE | PP | GF | GC | DG  |
| ---- | ----------------- | ---- | -- | -- | -- | -- | -- | -- | --- |
| 1    | Alianza Lima      | 84   | 44 | 24 | 12 | 8  | 60 | 30 | +30 |
| 2    | Sporting Cristal  | 76   | 44 | 22 | 10 | 12 | 61 | 31 | +29 |
| 3    | Cienciano         | 74   | 44 | 22 | 8  | 14 | 66 | 48 | +18 |
| 4    | Coronel Bolognesi | 73   | 44 | 21 | 10 | 13 | 64 | 44 | +20 |
| 5    | Universitario     | 72   | 44 | 20 | 12 | 12 | 64 | 42 | +22 |
| 6    | U. San Martín     | 67   | 44 | 19 | 10 | 15 | 54 | 51 | +3  |
| 7    | FBC Melgar        | 53   | 44 | 13 | 14 | 17 | 43 | 54 | -11 |
| 8    | Alianza Atlético  | 50   | 44 | 13 | 11 | 20 | 55 | 75 | -20 |
| 9    | Sport Ancash      | 48   | 44 | 12 | 12 | 20 | 50 | 70 | -20 |
| 10   | José Gálvez (*)   | 46   | 44 | 12 | 10 | 22 | 44 | 59 | -15 |
| 11   | Sport Boys (*)    | 46   | 44 | 12 | 10 | 22 | 43 | 62 | -19 |
| 12   | Unión Huaral      | 39   | 44 | 10 | 9  | 25 | 35 | 68 | -33 |

|  |                                          |
|  | Clasificado a la Copa Libertadores 2007. |
|  | Clasificado a la Copa Sudamericana 2007. |
|  | Descendido a la Segunda División 2007.   |

- (*) Jugaron un partido extra de definición.

### Definición del descenso
| 20 de diciembre del 2006, 15:00 | Sport Boys                                                                                             | 0:0 (5:4 p.)               | José Gálvez                                                                                                | Estadio Alejandro Villanueva, Lima                                    |  |
|                                 | |                            | | Asistencia: 10.000 espectadores Árbitro(s): Víctor Hugo Rivera (Perú) |  |
|                                 | | Tiros desde el punto penal | |                                                                       |  |
|                                 | José Herrera · Jair Céspedes · Julio Landauri · Juan Quiñónez · Gianfranco Labarthe · Milton Marquillo |                            | Sergio Ibarra · Cristian Ortiz · Víctor Reyes · Sebastián Domínguez · Alexander Sánchez · Armando Gonzales |                                                                       |  |

## Final Nacional
Los equipos campeones de cada torneo se enfrentaron en partidos de ida y vuelta para definir al campeón de la temporada 2006.
| 23 de diciembre del 2006, 19:30 | Cienciano         | 1:0 (1:0) | Alianza Lima | Estadio Garcilaso de la Vega, Cuzco                             |                                                                 |
|                                 | Miguel Mostto 37' |           |              | Asistencia: 42.000 espectadores Árbitro(s): Manuel Garay (Perú) | Asistencia: 42.000 espectadores Árbitro(s): Manuel Garay (Perú) |

| 27 de diciembre del 2006, 20:00 | Alianza Lima                                                    | 3:1 (2:0) | Cienciano              | Estadio Alejandro Villanueva, Lima                                |                                                                   |
|                                 | Ernesto Arakaki 22' · Carlos Lugo 36' (ag) · Flavio Maestri 51' |           | Juan Carlos Mariño 49' | Asistencia: 35.000 espectadores Árbitro(s): George Buckley (Perú) | Asistencia: 35.000 espectadores Árbitro(s): George Buckley (Perú) |

### Partido de vuelta
| 1  | POR | George Forsyth   |     |
| 5  | DEF | Guillermo Salas  |     |
| 24 | DEF | Santiago Salazar |     |
| 4  | DEF | Ernesto Arakaki  |     |
| 17 | DEF | Rodrigo Pérez    |     |
| 7  | MED | Marko Ciurlizza  |     |
| 18 | MED | Rinaldo Cruzado  |     |
| 20 | MED | Aldo Olcese      | 79' |
| 10 | MED | Martín Ligüera   | 63' |
| 13 | MED | Fernando Martel  |     |
| 9  | DEL | Flavio Maestri   | 81' |
| DT | DT  | Gerardo Pelusso  |     |

| 1  | POR | Óscar Ibáñez        |     |
| 15 | DEF | Miguel Huertas      |     |
| 5  | DEF | Carlos Lugo         | 60' |
| 2  | DEF | Miguel Villalta     |     |
| 18 | DEF | Carlos Fernández    |     |
| 25 | MED | Paolo de La Haza    |     |
| 8  | MED | Juan Carlos Bazalar | 73' |
| 10 | MED | Julio García        | 41' |
| 14 | MED | Miguel Torres       |     |
| 20 | MED | Juan Carlos Mariño  |     |
| 7  | DEL | Miguel Mostto       |     |
| DT | DT  | Julio César Uribe   |     |

| 6  | MED | Junior Viza   | 63' |
| 8  | MED | Juan Jayo     | 79' |
| 25 | DEL | Roberto Silva | 81' |

| 19 | MED | Guillermo Guizasola | 41' |
| 11 | DEL | Ramón Rodríguez     | 60' |

|               | 22' | Ernesto Arakaki |
| Gol en contra | 36' | Carlos Lugo     |
|               | 51' | Flavio Maestri  |

|  | 49' | Juan Carlos Mariño |

|  | 78' | Flavio Maestri |
|  | 85' | George Forsyth |
|  | 88' | Junior Viza    |

|  | 55' | Paolo de La Haza    |
|  | 62' | Juan Carlos Bazalar |
|  | 67' | Guillermo Guizasola |
|  | 73' | Juan Carlos Bazalar |
|  | 80' | Miguel Villalta     |
|  | 90' | Miguel Torres       |

| Árbitro | Georges Buckley |

| 1  | POR | George Forsyth   |     |
| 5  | DEF | Guillermo Salas  |     |
| 24 | DEF | Santiago Salazar |     |
| 4  | DEF | Ernesto Arakaki  |     |
| 17 | DEF | Rodrigo Pérez    |     |
| 7  | MED | Marko Ciurlizza  |     |
| 18 | MED | Rinaldo Cruzado  |     |
| 20 | MED | Aldo Olcese      | 79' |
| 10 | MED | Martín Ligüera   | 63' |
| 13 | MED | Fernando Martel  |     |
| 9  | DEL | Flavio Maestri   | 81' |
| DT | DT  | Gerardo Pelusso  |     |

| 1  | POR | Óscar Ibáñez        |     |
| 15 | DEF | Miguel Huertas      |     |
| 5  | DEF | Carlos Lugo         | 60' |
| 2  | DEF | Miguel Villalta     |     |
| 18 | DEF | Carlos Fernández    |     |
| 25 | MED | Paolo de La Haza    |     |
| 8  | MED | Juan Carlos Bazalar | 73' |
| 10 | MED | Julio García        | 41' |
| 14 | MED | Miguel Torres       |     |
| 20 | MED | Juan Carlos Mariño  |     |
| 7  | DEL | Miguel Mostto       |     |
| DT | DT  | Julio César Uribe   |     |

| 6  | MED | Junior Viza   | 63' |
| 8  | MED | Juan Jayo     | 79' |
| 25 | DEL | Roberto Silva | 81' |

| 19 | MED | Guillermo Guizasola | 41' |
| 11 | DEL | Ramón Rodríguez     | 60' |

|               | 22' | Ernesto Arakaki |
| Gol en contra | 36' | Carlos Lugo     |
|               | 51' | Flavio Maestri  |

|  | 49' | Juan Carlos Mariño |

|  | 78' | Flavio Maestri |
|  | 85' | George Forsyth |
|  | 88' | Junior Viza    |

|  | 55' | Paolo de La Haza    |
|  | 62' | Juan Carlos Bazalar |
|  | 67' | Guillermo Guizasola |
|  | 73' | Juan Carlos Bazalar |
|  | 80' | Miguel Villalta     |
|  | 90' | Miguel Torres       |

| Árbitro | Georges Buckley |

|                          |
| Campeón Nacional         |
| Alianza Lima 22.º título |

## Goleadores
| Jugador           | Jugador          | Goles | Equipo                 |
| ----------------- | ---------------- | ----- | ---------------------- |
| peruano           | Miguel Mostto    | 22    | Cienciano              |
| peruano           | Piero Alva       | 18    | Universitario          |
| colombiano        | José Herrera     | 17    | Sport Boys             |
| argentino         | Natalio Portillo | 14    | Sport Ancash           |
| peruano           | Flavio Maestri   | 13    | Alianza Lima           |
| argentino-peruano | Sergio Ibarra    | 13    | José Gálvez            |
| argentino-peruano | Luis Bonnet      | 12    | Sporting Cristal       |
| peruano           | Jorge Soto       | 11    | Sporting Cristal       |
| peruano           | Pedro García     | 11    | Universidad San Martín |
| japonés           | Masakatsu Sawa   | 10    | Coronel Bolognesi      |
| argentino         | Roberto Demus    | 10    | Coronel Bolognesi      |